# Accelerație aparentă
Accelerația aparentă, în fizică, este o mărime vectorială egală cu accelerația totală imprimată unui corp (sau punct material) de rezultanta forțelor externe din care sunt excluse forțele de atracție gravitațională. Pentru un punct material de masă {\displaystyle m} aflat în câmp gravitațional, asupra căruia acționează {\displaystyle n}forțe externe {\displaystyle {\vec {F}}_{j}} ({\displaystyle j=1,2,...,n}), accelerația aparentă se exprimă prin relația:
{\displaystyle {\vec {a}}_{ap}={\frac {1}{m}}\left(\sum _{j=0}^{n}{\vec {F}}_{j}-{\vec {G}}\right)}
unde  {\displaystyle {\vec {G}}} este forța de atracție gravitațională. Diferența dintre accelerația aparentă și cea adevărată poate să fie foarte mare în cazul câmpurilor gravitaționale puternice.